# ツィター属

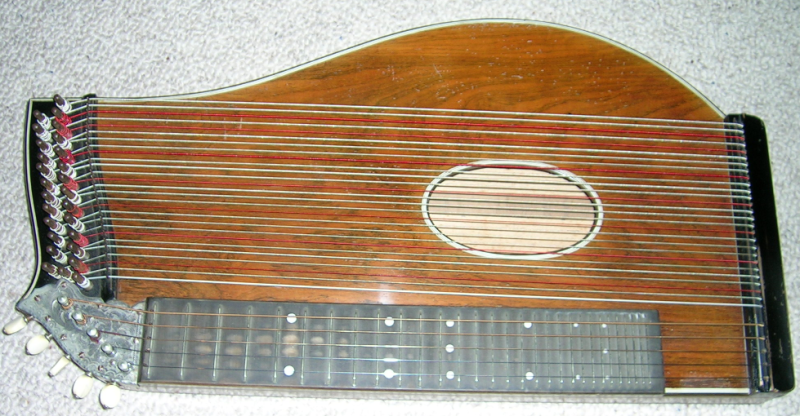
ツィター

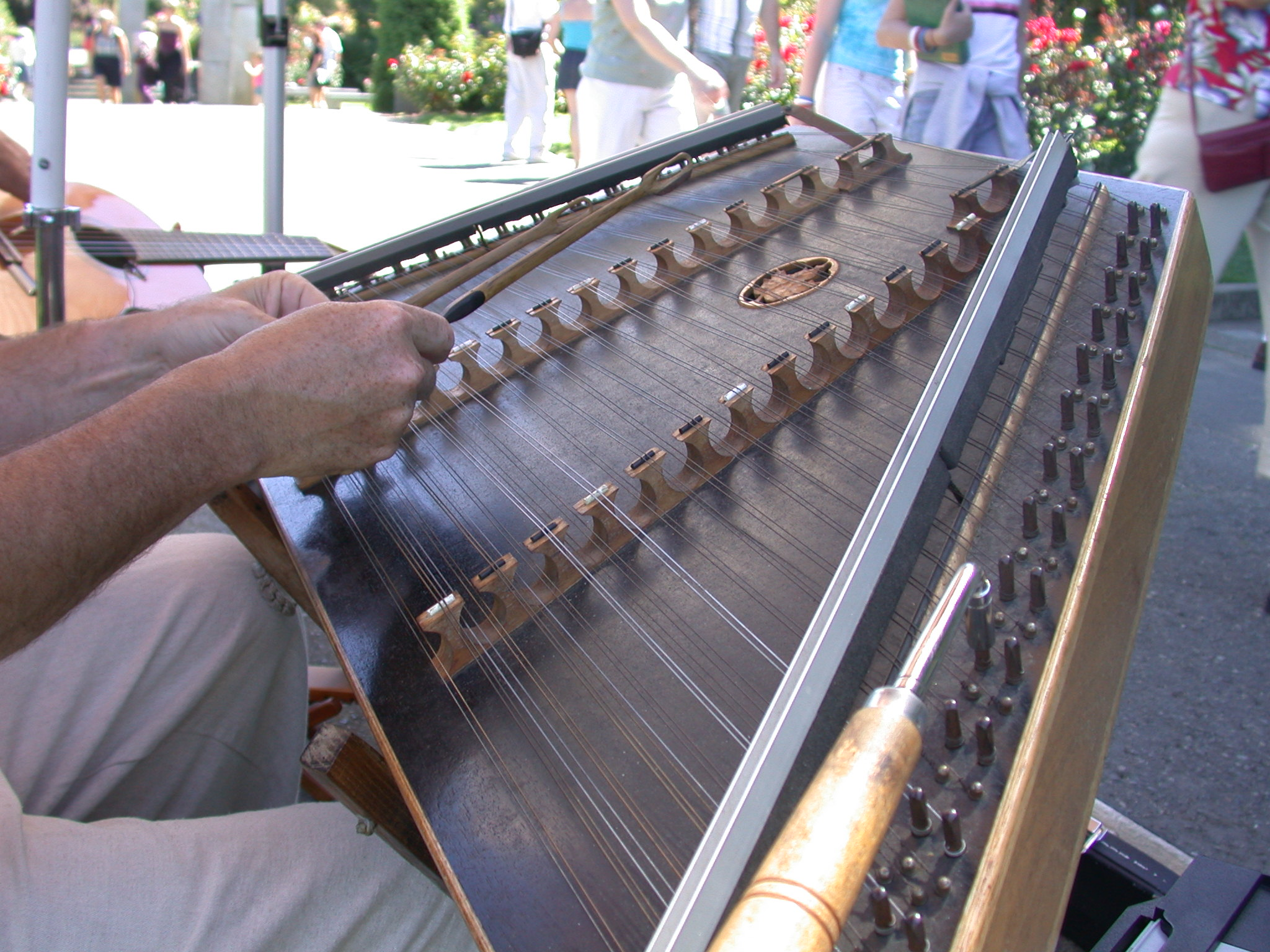
ダルシマー

ツィター属（ツィターぞく、チター属）は弦楽器のヨーロッパによる分類のひとつ。属名の由来はヨーロッパ・チロル地方の撥弦楽器のツィターであるが、その起源はペルシャのダルシマーであり、アジアに同様の楽器が多数存在する。琴属とも。

## 定義
ツィター属はザックス＝ホルンボステル分類のような楽器分類学上の厳密な分類ではない。したがって内容は広義にわたり、ツィターに類する形状・奏法をもった楽器に限定する解釈からビリンバウのような楽弓も含めるものまで存在する。ただし一般的には、ツィターのようなものの総称、すなわち「共鳴体に弦を平行に張ったもので、かつリュート属のようなネックを持たないもの」を総体的に指すことが多い。結果リュート属と比べると比較的大型で、箱状の共鳴胴と多数の弦をもち、撥弦もしくは打弦によって演奏するものがもっぱらツィター属とみなされ、これがツィター属の定義にも再帰的に反映されている。
ツィターやカーヌーンがツィター属に含まれることは明白であるが、チェンバロのような鍵盤楽器、またはダルシマーに代表される打弦楽器の扱いが争点となりうる。ダルシマーはその形状においてツィターと類似しているものの、弦を振動させる方法が異なる。ツィターがプレクトラムを用いて弦を弾くのに対し、ダルシマーは弦を叩くことによって弦の振動を得るためである。しかしツィター属の定義が楽器の構造にある以上、ダルシマーもツィター属に含めるのが一般的である。
一方チェンバロは鍵盤楽器とみなされ、分類上はともかく一般にはツィターの類縁とされない。しかしツィターとチェンバロの相違はツィターが親指に装着したプレクトラムで弦を弾くのに対し、チェンバロがプレクトラムを鍵盤によって操作する点程度であり、原理においてツィターとほぼ一致している。ツィター属の定義は視覚的なものに大きく依存しているといえよう。

## 内容

### ヨーロッパ
撥弦楽器
ツィター、チェンバロ、オートハープ（アメリカ）、カンテレ（フィンランド）、ランゲレイク（ノルウェー）
打弦楽器
ピアノ、ツィンバロム（ハンガリー）、ダルシマー（イギリス）、ハックブレット（ドイツ）

### アジア
撥弦楽器
琴、箏、チャケー、カーヌーン（トルコ、イラン、ギリシャ、アラビア諸国）
打弦楽器
揚琴、サントゥール（イラン）、キム（タイ）
擦弦楽器
牙箏（アジェン）